# Municipio de Turman
El municipio de Turman (en inglés: Turman Township) es un municipio ubicado en el condado de Sullivan en el estado estadounidense de Indiana. En el año 2010 tenía una población de 1061 habitantes y una densidad poblacional de 7,13 personas por km².

## Geografía
El municipio de Turman se encuentra ubicado en las coordenadas 39°8′37″N 87°32′31″O / 39.14361, -87.54194. Según la Oficina del Censo de los Estados Unidos, el municipio tiene una superficie total de 148.88 km², de la cual 147,12 km² corresponden a tierra firme y (1,18 %) 1,76 km² es agua.

## Demografía
Según el censo de 2010, había 1061 personas residiendo en el municipio de Turman. La densidad de población era de 7,13 hab./km². De los 1061 habitantes, el municipio de Turman estaba compuesto por el 98,3 % blancos, el 0,28 % eran afroamericanos, el 0,19 % eran amerindios, el 0,09 % eran asiáticos y el 1,13 % eran de una mezcla de razas. Del total de la población el 0,47 % eran hispanos o latinos de cualquier raza.